# عزرا

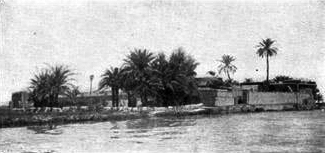
الموقع المعروف منذ القدم بـ ضريح العزير في العزير بالقرب من البصرة.

عزرا (بالعبرية: עֶזְרָא)، ؛ وبالعربية عزير 480-440 ق.م، ويعرف أيضًا باسم عزرا الكاتب (بالعبرية: עֶזְרָא הַסּוֹפֵר) أو عزرا الكاهن، كان موظفًا في بلاط إمبراطور الفرس، وكاهنًا. عاد من الأسر البابلي وأعاد تعليم التوراة في القدس. وفي بعض الأحيان يُختصر اسمه بـAzaryahu، أي «الذي يساعده الرب». في الترجمة السبعونية اليونانية من العبرية، عُرف عزرا باسم اسدراس (باليونانية: Ἔσδρας)‏ ومنه (باللاتينية: Esdras)‏.
يصف سفر عزرا كيف قاد مجموعة اليهود المنفيين الذين كانوا يعيشون في بابل إلى مسقط رأسهم في القدس حيث فرض احترام التوراة وتطهير المجتمع من الزواج المختلط.
كما يعرف عزرا باسم عزرا الكاتب في أدبيات الحكماء وهي شخصية تحظى باحترام كبير في اليهودية وكذلك في المسيحية،  والاسلام باسم عزير كما ورد ذكره في القرآن باسمه المعرب «عزير».

## في الكتاب المقدس عند اليهود
يعد سفر عزرا وسفر نحميا القانوني أقدم المصادر التي ورد فيها نشاط عزرا،  بينما تعد الأسفار الأخرى المنسوبة لعزرا (اسدراس الأول، 3-6 عزرا) أعمالاً أدبية لاحقة تعتمد على أسفار عزرا ونحميا القانونية.ولكن بعض كنائس تعتبر سفر إسدراس الاول وسفر إسدراس الثاني من اسفار كتاب المقدس القانوية.
سفر عزرا - نحميا
كانت أسفار عزرا ونحميا في الأصل لفيفة واحدة. (نحميا 3:32، الحاشية) بعد ذلك قسَّم اليهود تلك اللفيفة وسموها بعزرا الأول والثاني. تُسمِي الكتب المقدسة الحديثة لليهود السفرين بعزرا ونحميا، وسارت على هذا النحو ترجمات الكتاب المقدس الحديثة. كُتبت أجزاء قليلة من سفر عزرا (4:8 حتى 6:18 و7:12:12-26) بـ اللغة الآرامية، أما معظم الأجزاء فكتبت بـ اللغة العبرية، وقد كان عزرا نفسه رجلاً ذا مهارة في اللغتين. كان عزرا، الذي ينحدر من سلالة سرايا (رئيس الكهنة، يعيش في بابل في السنة السابعة (~ 457 قبل الميلاد) في حكم أرتحششتا الأول ملك فارس (Artaxerxes)، ملك فارس، وأرسله الملك للقدس لتعليم اليهود شرائع الله للذين يجهلون بها. قاد عزرا مجموعة كبيرة من المنفيين للقدس، حيث اكتشف أن الرجال اليهود متزوجون من نساء غير يهوديات. مزق ثيابه وهو في حالة يأس واعترف بذنوب إسرائيل أمام الرب، وتغلب على المعارضين من بعض أبناء بلدته لتطهير المجتمع بإلزامهم بفسخ زواجهم الآثم. في السنوات التالية، أرسله أرتحششتا لنحميا (أحد النبلاء اليهود التابعين له) في القدس على أنه الحاكم المكلف بإعادة بناء جدران المدينة. ما إن انتهت تلك المهمة، قرأ نحميا على عزرا شريعة موسى (التوراة) أمام حشد بني إسرائيل، ودخل الشعب والكهنة في ميثاق للمحافظة على الشريعة وعزل أنفسهم عن الشعوب الأخرى.

## أدبيات أواخر فترة الهيكل الثاني

### اسدارس الأول
كان إسدراس الأول، الذي عاش على الأرجح في آخر القرن الثاني/أول القرن الأول قبل الميلاد، يحتفظ بنص إغريقي من سفر عزرا وجزء من سفر نحميا كان يختلف اختلافًا واضحًا عن سفر عزرا نحميا، وخصوصًا أنه يحذف نحميا من القصة وينسب بعض أفعاله لعزرا، إضافة إلى سرد الأحداث بترتيب مختلف. انقسم العلماء إلى شقين، هل إن الأساس هو سفر عزرا نحميا، أم أنه يعكس مرحلة أدبية مبكرة قبل الجمع بين عزرا ونحميا معًا.

### يوسيفوس
يتناول المؤرخ اليهودي يوسيفوس فلافيوس، المنتمي للقرن الأول عزرا في كتابه عاديات اليهود. وقد فضل اسدراس الأول على عزرا نحميا القانوني ونسب عزرا لعصر خشايارشا ابن دارا الأول، بدلًا من أرتحششتا.

### تقاليد عزرا الخاصة المنتمية لأبو كاليبس
كُتب سفر عزرا الرابع المنتمي لأبوكاليبس (apocalypse) (يُسمى أيضًا سفر اسدراس الثاني) عام 100 بعد الميلاد، غالبًا بـ الآرامية اليهودية. وكان أحد المصادر الأكثر أهمية في اللاهوت اليهودي في أواخر القرن الأول. في هذا السفر، لعزرا سبع مرات من وحي الأنبياء، وأحاديث مع ملاك أو الرب لثلاث مرات وله أربع رؤى. ويسرد عزرا، الذي عاش ثلاثون عامًا في منفى بابل (4 عزرا 3:1 / 2 اسدراس 1:1)، حصار القدس وتدمير هيكل سليمان. إذ يكشف عن نزول الوحي عليه في السنة 557 قبل الميلاد، وهو قرن كامل قبل التاريخ الوارد في سفر عزرا القانوني. ومن الموضوعات اللاهوتية المركزية "قضية اللاهوتية وعدالة الرب في مواجهة انتصار المشركين على عباده ومسار التاريخ العالمي فيما يتعلق بتعليم الممالك الأربع  ودور الشريعة والحساب والبعث على الأرض من القدس السماوية والفترة المسيانية، والتي في نهايتها سيموت المسيح،  ونهاية الدنيا وبداية الآخرة ويوم القيامة." استعاد عزرا الشريعة التي أُهلكت مع حرق معبد القدس. وقد فرض 24 كتابًا على العامة (أي الكتاب المقدس لليهود) و70 آخرين للحكماء وحدهم (70 كتابًا مجهولاً عن الوحي). في النهاية، صعد إلى الجنة مثل (إينوك) وإيليا. وقد ساوى هذا الكتاب عزرا بموسى.
و
هناك أيضًا عمل آخر، يُعتقد أنه تأثر بهذا العمل، ويُعرف باسم أبوكاليس عزرا الإغريقي.

## بعد تدمير الهيكل

### سفر اسدراس الثاني
هو يحتوي علي ما يوصف بانه رؤي عزرا أثناء السبي بعد تدمير اورشليم وفيها حكمه جميله والسفر الاصلي يبدا من الاصحاح 3 الي الاصحاح 14 ويعتبر الأصحاح الثالث هو البداية الحقيقية للكتاب، ويبدأ بصلاة تشغل كل الأصحاح واستجابة لهذه الصلاة، يرسل الله أورئيل الملاك الذي يعلن لعزرا - برموز مختلفة - خطة الله بالنسبة لإسرائيل، وذلك حتى منتصف الأصحاح الخامس، ويشكل هذا الجزء الرؤيا الأولى . وبعد صوم سبعة أيام يظهر أورئيل مرة أخرى لعزرا ويبدأ ذلك بالصلاة أيضاً كما في الرؤيا الأولى، ثم تعقب ذلك سلسلة من الأسئلة، الغرض منها إظهار محدودية فهم الإنسان، وعندما تنتهي هذه الأسئلة، يروي أورئيل لعزرا تاريخ العالم منذ الخليقة وتنتهي هذه الرؤيا في 6 : 35 وللرؤيا الثالثة أهمية خاصة , فقد كان سبعون عدداً منها مفقودة ولم تكتشف إلا مؤخراً . وتروي هذه الرؤيا قصة الخليقة كما هي في سفر التكوين مع إضافات بلاغية ووصف كامل للوياثان وبهيموث، كما يرى عزرا في الرؤيا صهيون السماوية كمكان يصعب بلوغه . والجزء الذي اكتشف حديثاً، يتحدث عن مكان العقاب، كما يرد فيه ذكر الفردوس، وينتهي هذا الجزء بصلاة واضح أنها من إنشاء كاتب آخر ( 8 : 20 ) . وتبدأ الرؤيا الرابعة من 9 : 26 ، وفيها يرى عزرا امرأة تبكي، تعبيراً عن صهيون . ثم تتحول المرأة إلى مدينة ( 10 : 27 ) . والرؤيا الخامسة وهي أهمها، تبدأ بظهور نسر له ثلاث رؤوس واثنا عشر جناحاً، ويفسر ذلك بالامبراطورية الرومانية، كما تذكر ثمانية أجنحة أخرى، ثم يظهر أسد يوبخ النسر ذا الاثنى عشر جناحاً، ثم يُقتل النسر . والأسد إشارة إلى المسيا وملكوته . وتبدأ الرؤيا السادسة بالأصحاح الثالث عشر، وتتحدث عن مجيء المسيح . ونجد في الرؤيا السابعة إعادة كتابة الأسفار بإملاء عزرا والاحتفاظ بالسبعين سفراً السرية المقدسة . والأصحاحات الأخيرة من نفس القلم الذي كتب الأصحاحين الأولين، وقد ضمها فريتز ودعاها إسدراس الخامس . وفيه يذكر انه ان تم تالية (جعله اله)عزرا فيه 

## عزرا في الأدبيات الربانية

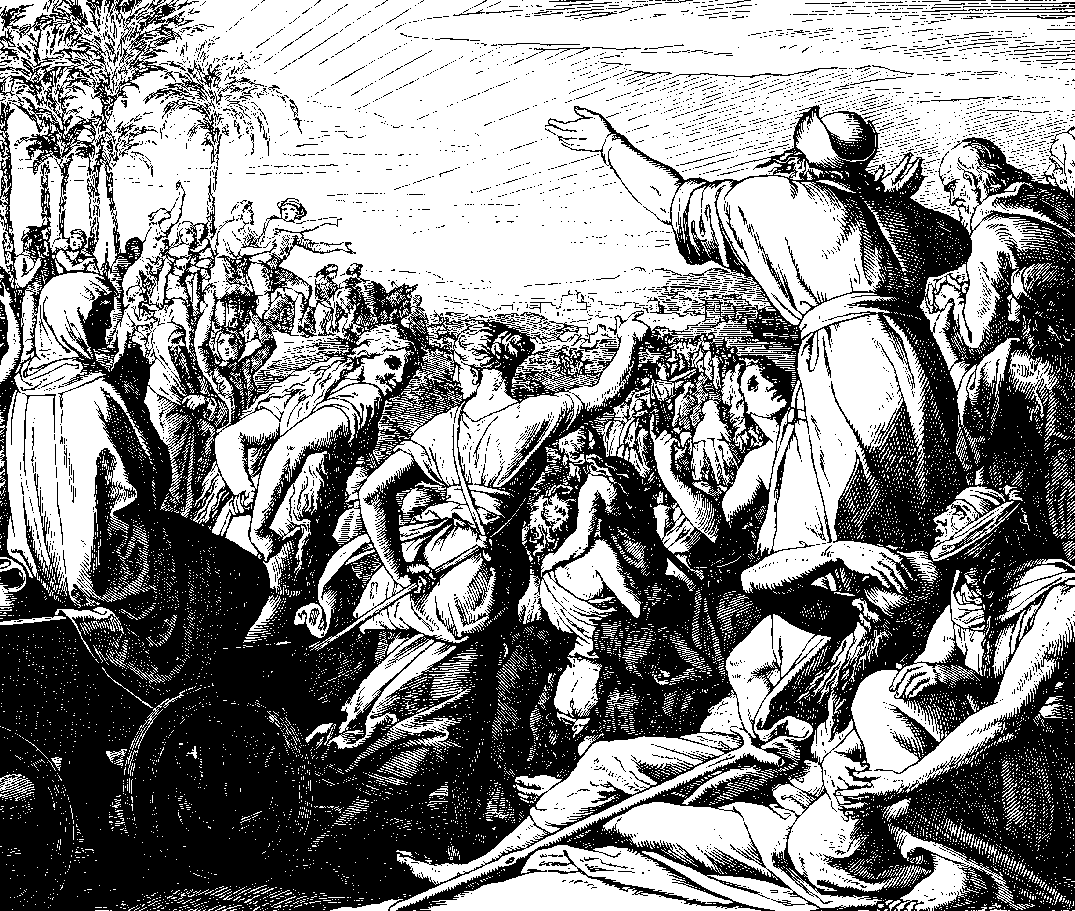
رسم خشبي لـ قالب إنجيل في بيلدرن، 1860، قام بنحته يوليوس شنور فون كارولسفيلد (Julius Schnorr von Carolsfeld).

تَنسب اليهودية بطريقة تقليدية لعزرا إنشاء مجلس عظيم من العلماء والأنبياء، وأنه بشير من السنهدرين (Sanhedrin)، وله سلطة على الأمور المتعلقة بالشريعة الدينية. ويرجع الفضل للمجلس العظيم في إنشاء العديد من الخصائص اليهودية التقليدية المعاصرة في شكلها الحالي، بما في ذلك تلاوة التوراة والأميدة وإقامة عيد الفور.
في تقاليد الأدب الرباني، يُشار إلى عزرا على سبيل المجاز باسم «الزهرة التي تظهر على الأرض» مما يدل على فصل الربيع في التاريخ الوطني اليهودي. لكونه تلميذ ناروخ بن النرياح (Baruch ben Neriah)، فضل دراسة الشريعة على إعادة بناء الهيكل، وبسبب الدراسة لم يستطع الانضمام للجماعة الأولى العائدة للقدس في عهد كورش (Cyrus). وفقًا لرأي آخر، فإنه لم ينضم للجماعة الأولى حتى لا تكون هناك منافسة مع يشوع بن جوزاداك (Jeshua ben Jozadak)، حتى ولو كانت إجبارية، على منصب رئيس الكهنة. وفقًا لـ باميدبار رابح (Bamidbar Rabbah)، كان هناك شك في صحة كلمات عزرا في التوراة وقال «هل إليا.........وافق على النص، وتجاهل النقاط [ed: التي كتبها فوق الحروف]؛ وإذا لم يوافق، فسيتم حذف الكلمات المشكوك فيها من النص».
وفقًا للتقليد، كان عزرا هو كاتب سفر أخبار الأيام الأول.
في قرية تادف السورية، يُقال عن أحد الأضرحة أنه هو المكان الذي دُفن فيه عزرا، حيث يُوقّره اليهود من قرون. هناك تقليد آخر يحدد قبره بالقرب من البصرة في العراق.

## عزرا في التقاليد المسيحية
أشار الكُتاَّب المسيحيون الأوائل أحيانًا إلى عزرا على أنه مؤلف الكتب المنتمية لأبو كاليس. أشار إكليمندس الإسكندراني (Clement of Alexandria) في كتابه ستروماتا (Stromata)، إلى عزرا على أنه مثال للإلهام النبوي، كما ورد في القسم رقم 2 من سفر اسدراس.

## وجهة النظر الأكاديمية

### الصفة التاريخية وعلم الأنساب
تعتقد ماري جوان وين ليث (Mary Joan Winn Leith) في تاريخ العالم المقدس في أكسفورد (The Oxford History of the Biblical World) أن عزرا كان شخصية تاريخية عاش حياة عظيمة في الكتاب المقدس واُسند إليه الحشد اللاهوتي. يرى جوستا دبليو آهلستروم (Gosta W. Ahlstrom) أن التناقضات بين التقليد في الكتاب المقدس غير كافية لنقول أن عزرا بوضعه المركزي هو 'أبو اليهودية' في التقليد اليهودي، وأنه ابتكار أدبي ظهر بعد ذلك. ويزعم هؤلاء الذين يفرضون حججهم ضد عزرا أن عزرا مثال للزعيم والمُشرع الذي يشبه موسى. وهناك أيضًا تشابه بين عزرا الكاهن - الكاتب (ولكنه ليس رئيس الكهنة) ونحميا الحاكم العلماني من ناحية ويشوع وزربابل (Zerubbabel) من ناحية أخرى. امتدح المؤلف اليهودي بن سيرا (Ben Sira) المنتمي لأواخر القرن الثاني قبل الميلاد نحميا، ولم يذكر عزرا.

### الجدول الزمني
انقسم العلماء حول التسلسل الزمني لأنشطة عزرا ونحميا. أتى عزرا للقدس في «السنة السابعة من حكم الملك أرتحششتا». لم يحدد النص من الملك المشار إليه في الفقرة هل هو أرتحششتا الأول (465-424 قبل الميلاد) أم أنه أرتحششتا الثاني (404-359 قبل الميلاد). يرى معظم العلماء أن عزرا عاش في عهد حكم أرتحششتا الأول، على الرغم من أن هذا الافتراض تشوبه بعض الصعوبات: "يبدو أن نحميا وعزرا لم يعرف أي منهما الآخر؛ ولا يوجد تداخل بين بعثتهما؛ ولم يظهر أي نشاط لعزرا في القدس عند وجود نحميا." دفعت تلك الصعوبات الكثير من العلماء للافتراض أن عزرا عاش في السنة السابعة من حكم أرتحششتا الثاني، أي نحو 50 عامًا بعد نحميا. ويعني هذا الافتراض أن حساب الكتاب المقدس ليس زمنيًا. اعتبرت مجموعة أخرى «السنة السابعة» خطأ طباعيًا وأن الشخصين قد عاصرا بعضهما.

## الملاك عزرا
في سفر ملاخي الاصحاح 3:1 هانذا أرسل ملاكي. يقول الترجوم "بيد ملاكي الذي يدعى عزرا الكاتب". ترجوم يوناثان بن عزيئيل، عن عبارة "على يد ملاخي" (1: 1)، يعطي الشرح "الذي اسمه عزرا الكاتب". وباحتمال متساوٍ، تم التعرف على ملاخي مع مردخاي ونحميا وزربابل. سبتمبر، كما ذكرنا سابقًا، يقول "بملاخي" (ملا 1: 1)، "بيد ملاكه". ويبدو أن هذه الترجمة أدت إلى فكرة أن ملاخي، وكذلك حجي ويوحنا المعمدان، كانوا ملاكًا في شكل إنسان.

## عزير ابن الله
عزير باللغة العبرية עֶזְרָא (عزرا) وأما ابن الله يطلقه اليهود على أي شخص تقيّ كما هو واضح بحسب الموسوعة اليهودية التي تنص على أن لقب ابن الله يطلقه اليهود "على كل من وضعت تقواه عليه" له في علاقة بنوية مع الله وايضا يُوصَف بني إسرائيل على أنهم "أبناء الرب يروي الجاحظ (ت 869) عن بعض اليهود بينما يروي المقدسي (ت 966) أن بعض اليهود الفلسطينيين في عصره أطلقوا على عزير لقب “ابن الله” (ابن الله) من أجل تمجيده. وفقًا لرؤوفين فايرستون، هناك دليل على أن الجماعات اليهودية كانت تعبد عزرا أكثر من اليهودية السائدة، كما افترض مارك ريزبالسكي ومايكل رودال وجود طائفة يهودية عربية كانت عبادتها لعزرا قريبة من التأليه يقول الحاخام ألين مولر أن هناك حديث في جامع الترمذي ينص على أن اليهود يعبدون الأحبار لأنهم يقبلون ما يقولون بدلاً من كلمة الله. ويؤكد أن هذا صحيح لأن اليهود الأرثوذكس يمارسون اليهودية على أساس التفسير الحاخامي للتوراة الشفهية. ونقل أيضًا عن ابن عباس قوله: اليهود الأربعة كانوا يعتقدون أن عزيرًا هو ابن الله.

### طوائف يهودية التي قالت عزير ابن الله
- الصدوقية[38]
- العزيرية[39]

## انظر ايضا
- إسدراس الأول
- إسدراس الثاني
- عزير

## كتابات أخرى
- Bossman، D. (1979). "Ezra's Maniage Reform: Israel Redefined". Biblical Theology Bulletin. ج. 9: 32–38. DOI:10.1177/014610797900900105.
- Bright، John (1981). A history of Israel (ط. 3rd). Philadelphia: Westminster Press. ISBN:0-664-21381-2. مؤرشف من الأصل في 2022-07-11.
- Fensham، F. Charles (1983). The books of Ezra and Nehemiah. Grand Rapids, MI: W.B. Eerdmans Publishing Company. ISBN:0-8028-2362-9.
- LaSor، William Sanford؛ Hubbard، David Allan؛ Bush، Frederick William (1982). Old Testament survey. Grand Rapids, Mich.: Eerdmans. ISBN:0-8028-3556-2.
- Williamson، H.G.M. (1987). Ezra and Nehemiah. Sheffield: JSOT for the Society for Old Testament Study. ISBN:1-85075-045-9.

## وصلات خارجية
- Jewish Encyclopedia: Ezra the Scribe
- Catholic Encyclopedia: Esdras